# 义新镇
义新镇，是中华人民共和国四川省绵阳市江油市曾经下辖的一个镇。原为义新乡，2016年撤乡设镇。2019年12月，撤销义新镇，将其所属行政区域划归新安镇管辖。

## 行政区划
义新镇撤销前下辖以下地区：
白庙社区、白庙村、茅庵村、保宁村、石音村、新堰村、大石村、金顶村、树家弯村和书房村。